# Агуэро, Бартоломео
Бартоломе́о Агуэ́ро (исп. Bartolomé Hidalgo de Agüero; 1531, Севилья — 1597, там же) — испанский хирург.

## Биография
По некоторым данным родился в 1527 году. Знаменитый испанский хирург XVI века, любимец севильских бандитов, во время войн говоривших, что «вверяют себя Богу и доктору Агверо». Разработал новую методику заживления ран.
Родился в Севильи, там же учился в университете, в котором достиг звания доктора и позже заведовал кафедрой хирургии, служил хирургом в больнице кардинала Севильи. Вся его жизнь прошла в его родном городе, в котором он умер в возрасте семидесяти лет. Его сочинения были собраны и опубликованы его сыном под заглавием «Tesoro de la verdadera cirurgjiia, y via particular contra la commun opinion» (Севилья, 1604, in fol.)

## Труды
- «Avisos particulares de cirugía contra la común opinión», (1584): Sevilla.
- «Tesoro de la verdadera cirugía y vía particular contra la común opinión», (1604): ed. Francisco Pérez, Sevilla. (1654): Claudio Marcé, Valencia.